# Mesiotelus tenellus
Espèce
Synonymes
- Drassus tenellus Thorell, 1875

Mesiotelus tenellus est une espèce d'araignées aranéomorphes de la famille des Liocranidae.

## Distribution
Cette espèce est endémique de Vénétie en Italie,. Elle se rencontre vers Padoue.

## Description
La femelle holotype mesure 5 mm.

## Publication originale
- Thorell, 1875 : Diagnoses Aranearum Europaearum aliquot novarum. Tijdschrift voor Entomologie, vol. 18, p. 81-108 (texte intégral).